# Ligne 1 du métro de Copenhague
La ligne 1 du métro de Copenhague est la première ligne de métro de l'agglomération de Copenhague au Danemark. Elle a été mise en service en 2002 et étendue en 2003. D'une longueur de 13,9 km, elle compte 15 stations. Elle est symbolisée par la couleur verte.
La ligne suit un axe ouest-est de Vanløse à Christianshavn (tronçon commun avec la ligne 2), desservant notamment la banlieue ouest de Copenhague, Frederiksberg et le centre-ville, puis se dirige vers le sud-ouest de l'île d'Amager jusqu'à Vestamager, desservant notamment le nouveau quartier Ørestad.

## Historique

### Construction
Décidée en 1992 et 1994 par le Parlement danois, les travaux de construction de la ligne 1 ont débuté en 1996. Il s'agit d'un projet global comprenant la construction de la ligne 1 et de la ligne 2, qui disposent d'un tronçon commun, et dont la mise en service a été réalisée en plusieurs étapes.
La première phase a été inaugurée le 19 octobre 2002, suivi de deux prolongements à l'ouest mis en service en 2003.

### Chronologie
| Date            | Ligne       | Évènement |
| --------------- | ----------- | --- |
| 19 octobre 2002 | (M1) · (M2) | Mise en service de la ligne 1 entre Nørreport et Vestamager (tronçon commun avec la ligne 2 entre Nørreport et Christianshavn) |
| 29 mai 2003     | (M1) · (M2) | Prolongement à l'ouest de Nørreport à Frederiksberg (tronçon commun avec la ligne 2)                                           |
| 12 octobre 2003 | (M1) · (M2) | Prolongement à l'ouest de Frederiksberg à Vanløse (tronçon commun avec la ligne 2)                                             |

## Description

Plan de la ligne 1 du métro de Copenhague

La ligne 1 comprend quinze stations et mesure 13,9 kilomètres de longueur.
La ligne est souterraine sur sa partie centrale, passant sous le centre-ville de la capitale. Elle devient aérienne sur l'île d'Amager, entre les stations Islands Brygge et DR Byen jusqu'à la station terminus de Vestamager dans le nouveau quartier d'Ørestad. Elle devient aérienne dans la banlieue ouest de Copenhague, entre les stations Fasanvej et Lindevang jusqu'à la station terminus de Vanløse.
Entre la station Christianshavn et le terminus Vanløse, la ligne 1 partage les mêmes voies que la ligne 2.
Depuis le 29 septembre 2019, la ligne dispose de deux correspondances avec la ligne 3 aux stations Kongens Nytorv et Frederiksberg. Depuis le 28 mars 2020, la ligne dispose d'une correspondance avec la ligne 4 à la station Kongens Nytorv.

## Stations
Le tableau ci-dessous reprend les quinze stations de la ligne 1 :
| Nom            | Ville         | Correspondances                                                | Type        | Ouverture                                      | Zone de tarification |
| -------------- | ------------- | -------------------------------------------------------------- | ----------- | ---------------------------------------------- | -------------------- |
| Vanløse        | Copenhague    | (M2) · Métro de Copenhague · (S-tog C) · (S-tog H)             | aérienne    | 12 octobre 2003                                | 2                    |
| Flintholm      | Frederiksberg | (M2) · Métro de Copenhague · (S-tog C) · (S-tog F) · (S-tog H) | aérienne    | 12 octobre 2003                                | 2                    |
| Lindevang      | Frederiksberg | (M2)                                                           | aérienne    | 12 octobre 2003                                | 2                    |
| Fasanvej       | Frederiksberg | (M2)                                                           | souterraine | 12 octobre 2003                                | 2                    |
| Frederiksberg  | Frederiksberg | (M2) · (M3)                                                    | souterraine | 29 mai 2003 29 septembre 2019                  | 2                    |
| Forum          | Frederiksberg | (M2)                                                           | souterraine | 29 mai 2003                                    | 1                    |
| Nørreport      | Copenhague    | Trains                                                         | souterraine | 19 octobre 2002                                | 1                    |
| Kongens Nytorv | Copenhague    | (M2) · (M3) · (M4)                                             | souterraine | 19 octobre 2002 29 septembre 2019 28 mars 2020 | 1                    |
| Christianshavn | Copenhague    | (M2)                                                           | souterraine | 19 octobre 2002                                | 1                    |
| Islands Brygge | Copenhague    |                                                                | souterraine | 19 octobre 2002                                | 1                    |
| DR Byen        | Copenhague    |                                                                | aérienne    | 19 octobre 2002                                | 1                    |
| Sundby         | Copenhague    |                                                                | aérienne    | 19 octobre 2002                                | 3                    |
| Bella Center   | Copenhague    |                                                                | aérienne    | 19 octobre 2002                                | 3                    |
| Ørestad        | Copenhague    | Trains                                                         | aérienne    | 19 octobre 2002                                | 3                    |
| Vestamager     | Copenhague    |                                                                | aérienne    | 19 octobre 2002                                | 3                    |

## Projets

Possibles extensions du métro de Copenhague

### Future correspondance avec la ligne 5
Prévue à l’horizon 2036, la future ligne 5 du métro de Copenhague sera en correspondance avec la ligne 1 à la station DR Byen. Reliée à la gare centrale (København H) et, via une correspondance avec la ligne 2 à la station Lergravsparken, la ligne 5 vise à désaturer le tronçon central commun aux lignes 1 et 2 entre Christianshavn et Nørreport, notamment aux heures de pointe.
Elle prévoit également, à l’horizon 2045, de desservir l’île artificielle de Lynetteholm, appelée à accueillir des milliers de nouveaux logements d’ici 2070. 
À plus long terme, la ligne 5 pourrait devenir la deuxième ligne circulaire de la capitale danoise après la ligne 3 si elle était prolongée via les quartiers d'Østerbro, Nørrebro et Frederiksberg.

### Prolongement possible
En 2025, la ville de Copenhague a lancé une analyse stratégique de seize tracés de métro potentiels afin de préparer l’évolution de son réseau au-delà de la ligne 5, avec pour objectifs de renforcer le maillage territorial, desservir les grands équipements publics, réduire les émissions de CO₂ et accompagner les mutations urbaines. Huit lignes ont été sélectionnées pour faire l’objet d’études techniques approfondies, une décision validée par le comité des finances le 3 juin 2025. Ce travail constitue une étape clé en vue de décisions politiques attendues dès 2026, dans une perspective de planification à long terme, jusqu’en 2045.
Parmi les tracés retenus pour des études complémentaires figure l’axe Vanløse - Brønshøj - Tingbjerg, qui propose le prolongement des lignes 1 et 2 vers un quartier densément peuplé mais actuellement mal desservi, avec les stations suivantes :
- v/ Skjulhøj Allé,
- v/ Brønshøj Torv,
- v/ Tingbjerg.

Le projet étudié comprend une éventuelle extension jusqu’à Gladsaxe :
- v/ Høje Gladsaxe,
- v/ Gladsaxe Trafikplads (Letbane).

### Stations additionnelles
Dans le quartier d'Ørestad, la conception initiale du métro permet l'ajout de deux stations complémentaires entre les stations Bella Center et Ørestad et entre les stations Ørestad et Vestamager, à proximité de la Royal Arena.